# 比姓
比姓，為一個由來已久兼來源甚多的中文姓氏，最主要有幾種来源。
- 比干後人逃至「林」地，多數後裔以「林」为姓，有後人林堅，少數人為了避難，各自姓比氏、林氏、殷氏、王氏、湯氏、蕩氏、梅氏、干氏等。這支是比姓的大宗，一些族人在晉朝衣冠南渡時跟隨入閩。後因弱勢，大多改姓林氏。
- 虞舜時有癸比氏部落，並納一公主予虞舜，成為其妃嬪。
- 莒犂比公之後裔有比氏，又有改為北比氏，改姓北氏。
- 楚國公族有斵比氏、伯比氏，後多改比氏，為與莒國比氏劃分，稱南比氏，改姓南氏。
- 回族、蒙古族、鄂温克族、鄂倫春族都有比姓。

現在比姓散居於隴西等地，唯人數不多。